# زیارتگاه و مقبره پانگ تونگ
زیارتگاه و مقبره پانگ تونگ که با نام‌های معبد اژدها، معبد ققنوس و دره ققنوس سقوط کرده نیز شناخته می‌شود، زیارتگاه و مقبره‌ای است که در شهرک بایماگوان (白馬關鎮)، شهرستان لوئوجیانگ، شهر دییانگ، استان سیچوان، چین واقع شده‌است. این مقبره برای پانگ تونگ (۲۱۴–۱۷۹)، مشاور لیو بی در دوره سه پادشاهی ساخته شد. در ۲۵ مه ۲۰۰۶، زیارتگاه و مقبره به عنوان ششمین دسته از مکان‌های تاریخی و فرهنگی مهم حفاظت‌شده در سطح ملی ثبت شد.

## زمینه
پانگ تونگ اهل فرماندهی شیانگ یانگ (襄陽郡؛ شیانگ یانگ امروزی، هوبی) بود. او ابتدا به عنوان یک مقام دون پایه در فرماندهی نان (南郡؛ در اطراف جینگژو، هوبی) منصوب شد تا اینکه در سال ۲۰۹ مشاور لیو بی شد. در اوایل دهه ۲۱۰، لیو بی را در کارزار فتح استان یی (شامل سیچوان و چونگ کینگ امروزی) همراهی کرد. او در سال ۲۱۴ در نبردی در شهرستان لو (雒縣؛ شمال گوانهگان امروزی، سیچوان) با یک تیر سرگردان کشته شد.
مرگ پانگ تونگ در رمان تاریخی سه پادشاهی شرح داده شده‌است. در این رمان، ژانگ رن، افسر نظامی که زیر نظر لیو ژانگ خدمت می‌کند، در بیرون شهرستان لو کمین می‌کند. لیو بی قبل از نبرد اسبش دی‌لو را از روی مهربانی به پانگ تونگ می‌دهد. پانگ تونگ گروهی از سربازان را برای حمله به شهرستان لو فرماندهی می‌کند و سپس وارد محل کمین می‌شود. ژانگ رن به محض دیدن دی‌لو (اسب لیو بی) به کمانداران خود دستور تیراندازی می‌دهد. پانگ تونگ مورد اصابت چند تیر قرار می‌گیرد و درجا کشته می‌شود. محل مرگ پانگ تونگ «دره ققنوس سقوط کرده» نامیده می‌شود.

## تاریخچه مقبره
مقبره و زیارتگاه در سال ۲۱۴ توسط لیو بی ساخته شد. به این معبد "بایما" (白馬寺؛ به معنای "معبد اسب سفید") نیز گفته می‌شود زیرا در شهر بایماگوان (白馬關鎮؛ به معنای "شهر دروازه اسب سفید") واقع شده‌است. همچنین به عنوان "معبد اژدها و ققنوس" شناخته می‌شود زیرا مجسمه‌هایی از پانگ تونگ و ژوگه لیانگ در داخل آن وجود دارد. پانگ تونگ و ژوگه لیانگ به ترتیب به "ققنوس جوان" و "اژدهای خفته" ملقب بودند و به عنوان مشاور به لیو بی خدمت می‌کردند.
مقبره به مرور زمان آسیب دید تا اینکه در سال ۱۶۹۱ و در زمان سلطنت امپراتور کانگ‌شی بازسازی شد. مقبره امروزه دارای یک دروازه بزرگ، یک تالار اصلی، دو تالار فرعی و یک آلاچیق است که مقبره در کنار آن قرار دارد. دو درخت بزرگ سرو در داخل زیارتگاه وجود دارد که گفته می‌شود توسط ژانگ فی کاشته شده‌اند. دوبیتی که روی درها چسبانده شده‌است، می‌گوید: «با وجود اینکه آشکار بود که امپراتور فقید (لیو بی) به ققنوس سقوط کرده (پانگ تونگ) توجه داشت، اما به اژدهای خفته (ژوگه لیانگ) هنوز این فرصت داده شد تا وزیر کارکشته باشد." در پشت تالار اصلی یک ستون سنگی وجود دارد که بر روی آن زندگینامه پانگ تونگ نوشته شده‌است. متن این کتیبه از کتاب‌های چن شو خالق وقایع سه پادشاهی برگرفته شده‌است.
در ۲۵ مه ۲۰۰۶، زیارتگاه و مقبره به عنوان بخشی از ششمین دسته از مکان‌های تاریخی و فرهنگی مهم حفاظت‌شده در سطح ملی به ثبت رسید.